# Craugastor loki
Craugastor loki es una especie de Anura de la familia Craugastoridae, género Craugastor. Es nativo del norte de América Central y el sur de México.

## Distribución y hábitat
Su área de distribución incluye México (San Luis Potosí, Veracruz, Oaxaca, Tabasco y Chiapas), Belice, Guatemala, El Salvador y Honduras. 
Su hábitat natural incluye bosque húmedo tropical de tierras bajas y bosques tropicales montanos donde suele encontrarse en la hojarasca. Su rango altitudinal se encuentra entre 0 y 2100 m s. n. m.